# Pseudophoraspis kabakovi
Pseudophoraspis kabakovi är en kackerlacksart som beskrevs av Anisyutkin 1999. Pseudophoraspis kabakovi ingår i släktet Pseudophoraspis och familjen jättekackerlackor.
Artens utbredningsområde är Vietnam. Inga underarter finns listade i Catalogue of Life.